# Tren Alcoi-Alacant
El tren Alcoi-Alacant és un projecte de via ferroviària entre les ciutats d'Alcoi i Alacant, que mai no s'ha acabat de posar en marxa. Actualment, les diverses obres d'enginyeria fetes en aquesta línia formen part de dues Vies Verdes, la d'Alcoi i la del Maigmó.

## Història

### Seglexix
Els primers intents d'establir una línia que connectara Alcoi i Alacant per tren sorgeixen en la dècada dels 70 del segle xix. Es preveia que fóra un servei, especialment, per al transport industrial des de l'Alcoià fins al port d'Alacant.
El 10 de maig de 1873, un decret de la Primera República espanyola va concedir la construcció de la línia a Eleuteri Maisonnave, qui, al seu torn, va transferir el dret de la concessió a la "Societat Crédit General de Ferrocarrils" l'any 1882.
Per una altra banda, el 1879, el govern espanyol autoritzava un estudi sobre la línia ferroviària entre Xàtiva i Alacant, tot passant per Alcoi. Dos anys abans, la Llei de Ferrocarrils havia previst la capital alcoiana com un nus de trens secundaris (de línia estreta) entre Alacant, Xàtiva i Villena. Cal tindre en compte que l'Alcoià havia quedat al marge de les infraestructures de via ampla de mitjan XIX.

### Inicis del segle XX
El 1902, en Camil Gisbert i Terol, industrial alcoià, va sol·licitar la construcció d'una línia que comunicara les dues ciutats per Castalla i Ibi, amb un ramal cap al port alacantí. El document, denominat "Estudio Económico del Ferrocarril Alicante Alcoy y ramal al puerto de Alicante" es pot trobar a la Biblioteca Nacional.
D'un altre costat, no hi acabava d'estar clar qui ostentava la concessió de l'obra a causa de la manca de documentació oficial al respecte. La "Societat Crédit General de Ferrocarrils" s'havia dissolt el 1890, i el seu actiu havia passat al Banco Hispano Colonial. Aquesta entitat financera, el 1907, tramet la concessió a la "Sociedad del Ferrocarril de Alcantarilla a Lorca". L'any següent, però, es va personar l'Ajuntament d'Alcoi tot demanant els drets de concessió.
Enmig d'aquesta complicada situació administrativa, el 1909, la Direcció General d'Obres Públiques inclou el recorregut dins del "Pla de Ferrocarrils Secundaris subvencionats", i s'obre un concurs per admetre la participació d'altres projectes en competència, mitjançant subhasta. El 1910, el govern espanyol declara que la primera concessió havia caducat, i el 1911 es concedeix una autorització a l'enginyer Próspero Lafarga Navarro per a la redacció d'un projecte de via estreta entre Alacant i Alcoi, travessant la Foia de Castalla.
La subhasta de la concessió es va celebrar el 18 de gener de 1911, al Ministeri de Foment. El consistori alcoià hi va acudir com a peticionari i propietari del projecte, tot gaudint del dret de tempteig a un plec que incloïa condicions com ara concloure les obres en quatre anys, una caducitat de la concessió de 90 anys o la posada en funcionament de tres locomotores per a viatgers, altres tres per a mercaderies, fins a 24 cotxes de viatgers i 90 vagons de mercaderies.
El 1916 es va celebrar una nova subhasta, amb el dret de tempteig per a l'enginyer Domingo Arcarazo Arnó. El plec de condicions manté que les obres han de seguir el projecte aprovat el 1912 i el concessionari ha de posar en funcionament 6 locomotores, 28 cotxes, 7 furgons i 58 vagons (oberts, tancats, grua i aljub). Tant aquesta subhasta com una altra celebrada al juny del mateix any van quedar desertes.

### Les obres de construcció
L'any 1924 va revifar l'interés en el projecte, i una comissió es va desplaçar a Madrid per a proposar la materialització de l'obra ideada per l'enginyer Próspero Lafarga i la convocatòria de noves subhastes. Aquesta tindría lloc dos anys després, amb un únic participant, la vídua de Lafarga, representada per Ildefonso González-Fierro. Posteriorment, la seua societat "Constructora Fierro S.A." se'n faria amb el drets de contractació.
L'enginyer de camins Josep Roselló Martí es va fer càrrec del projecte de la línia, el 1927. Es va ocupar de la redacció dels diversos viaductes que havia de comptar la línia: Polop, Set Llunes, Barxell, Uxola i Zinc. El "FC Alacant-Alcoi" va ser la primera a iniciar les obres de les vies incloses en el "Plan Preferente de Ferrocarriles de Urgente Construcción", i es va destinar 27.098.464 pessetes per a l'esplanació i l'obra de fàbrica. El 31 de desembre de 1929, ja s'havien executat obres per valor de 26.562.131,43 pessetes.
Durant el període en què es posen en marxa les obres, el projecte pateix algunes modificacions respecte a l'inicial. Al maig de 2006, per a evitar que en el tram entre Alacant i Agost s'hi duplicaren les vies al discórrer junt a la línia de la M.S.A., es va obligar a l'empalme a l'altura d'agost. Això va comportar que el traçat projectat en 81,50 km es quedara en 66,20 km. L'estiu del mateix any s'autoritza el concurs per a les obres d'explanació, fàbrica i túnels.
A inicis dels anys 30, diverses Ordes Ministerials van proporcionar més pressupost al projecte. L'estiu de 1932 acaben les obres de fàbrica (ponts i túnels) i l'explanació del terreny, però, a les postres, la via va quedar sense electrificar i amb només dues estacions construïdes (Alcoi i Agost) fins a l'esclat de la Guerra Civil espanyola. Després del conflicte, el 1941, va eixir a concurs una subhasta per a l'execució dels edificis de les estacions.

### Després de la posguerra
Al remat, la línia ferroviària entre Alcoi i Alacant va quedar a mitges i oblidada, ja que la política del govern franquista va apostar per la reconstrucció de les línies principals. Als anys 60 i 80 es va provar de revitalitzar la comunicació per tren, però sense èxit. El 1984, el govern espanyol arxiva el projecte, atès que es considera una nul·la rendibilitat, mentre que el traçat no és apte per a les velocitats ferroviàries de l'època.
Actualment, la línia de tren Alcoi-Alacant continua sent una demanda, sobretot des de la capital de l'Alcoià. L'any 2010, la possibilitat d'una via entre les dues ciutats va quedar fora del Pla de Rodalies del País Valencià.

## El recorregut del tren Alcoi-Alacant
Les obres de construcció de viaductes i túnels van comportar que finalment, la línia entre Alcoi i Alacant continuara el següent recorregut:
La via comença de l'enllaç amb la línia de ferrocarril que baixa de Xàtiva. Es voreja la serra de Sant Cristòfol i es remunta la vall del riu Polop, tot travessant el riu amb un viaducte. Aquest tram passa per profundes depressions que van obligar a costoses obres de fàbrica.
Tot seguit, la via passa per sobre diversos barrancs i lleres de rius. Continua pel marge esquerre del Barranc de la Batalla. Un túnel separa aquest i el posterior barranc de Set Llunes, i un altre túnel fa el mateix amb el barranc de Mal Any. Ací s'arriba a la màxima altitud de la línia, 854 metres.
A partir d'ací, el traçat descendeix en busca d'Ibi, Castalla i Tibi. Passa pel Maigmó fins al Coll de l'Hort. Evita amb sengles viaductes el Fontanar i el Forn del Vidre, i aplega a Agost, on empalma amb la via del M.S.A., a 218 metres d'altitud.

## Viaductes
El traçat de la línia Alcoi-Alacant va comptar amb la construcció de fins a 17 túnels i 7 viaductes per a salvar la difícil orografia de les comarques de l'Alcoià i l'Alacantí. Avui dia, els ponts d'arcs encara hi destaquen per la seua monumentalitat. Són els següents:
- Viaducte sobre el riu Polop: 230 metres de longitud i 46 d'altura sobre la llera.
- Viaducte sobre el barranc de Fontanar: 190 metres de longitud i 30 d'altura sobre la llera.
- Viaducte sobre el barranc del Forn del Vidre: 167 metres de longitud i 40 d'altura sobre la llera.
- Viaducte sobre el riu Barxell: 150 metres de longitud i 30 d'altura sobre la llera.
- Viaducte sobre el barranc de les Set Llunes: 69 metres de longitud i 20 d'altura sobre la llera.
- Viaducte sobre el barranc d'Uxola: 77 metres de longitud i 20 d'altura sobre la llera.
- Viaducte sobre el barranc del Zinc: 56 metres de longitud i 25 d'altura sobre la llera.

Pel que fa als túnels, hi destaca el del Maigmó, de 525 metres.

## Vies verdes
Des de l'any 2001, dos trams de l'antiga línia ferroviària han estat adaptats i condicionats com a Via Verda, per a activitats esportives a l'aire lliure: senderisme, BTT, etc.

### Via verda d'Alcoi
Té un recorregut de 10,3 quilòmetres, entre l'estació d'Alcoi i el paratge de la Canal. El seu traçat passa per indrets de gran valor natural i paisatgístic, com el Carrascar de la Font Roja i la Serra de Mariola. Compta amb deu túnels i els viaductes del riu Polop i el de les Set Llunes.

### Via verda del Maigmó
Té un recorregut de 22 quilòmetres, entre l'estació d'Agost (a 4 km del nucli urbà) i el port del Maigmó. Travessa set túnels i els viaductes del Forn del Vidre i del Fontanar.